# 二角礁
二角礁位于南沙群岛东南部，是榆亚暗沙北缘的一个暗礁。中国渔民向称“二角”。1983年中国地名委员会公布的标准名称为“二角礁”。整个榆亚暗沙目前由马来西亚实际控制，中国和菲律宾也声称拥有主权。